# Alectorolophus lineatus
Alectorolophus lineatus är en insektsart som beskrevs av Willy Adolf Theodor Ramme 1941. Alectorolophus lineatus ingår i släktet Alectorolophus och familjen gräshoppor. Inga underarter finns listade i Catalogue of Life.